# آوا دیویم-اندیای
آوا دیویم-اندیای (فرانسوی: Awa Dioum-Ndiaye‎؛ زادهٔ ۲۱ نوامبر ۱۹۶۱) ورزشکار دو و میدانی در رشته‌های پرش ارتفاع، پرش سه‌گام، و دو بامانع اهل سنگال است؛ که در بازی‌های آفریقایی و مسابقات قهرمانی آفریقا برندهٔ ۴ مدال طلا و ۱ مدال نقره شده‌است.

## رقابت‌های بین‌المللی
| سال                                          | مسابقه                 | محل برگزاری             | مقام                 | رویداد               | توضیحات              |
| به نمایندگی از سنگال                         | به نمایندگی از سنگال   | به نمایندگی از سنگال    | به نمایندگی از سنگال | به نمایندگی از سنگال | به نمایندگی از سنگال |
| -------------------------------------------- | ---------------------- | ----------------------- | -------------------- | -------------------- | -------------------- |
| ۱۹۸۴                                         | مسابقات قهرمانی آفریقا | رباط, مراکش             | 2ام                  | دو صد متر با مانع    | ۱۴٫۴۰                |
| ۱۹۸۴                                         | مسابقات قهرمانی آفریقا | رباط, مراکش             | 1ام                  | پرش ارتفاع           | ۱٫۷۶ متر             |
| ۱۹۸۵                                         | مسابقات قهرمانی آفریقا | قاهره، مصر              | 1ام                  | پرش ارتفاع           | ۱٫۷۶ متر             |
| ۱۹۸۷                                         | بازی‌های آفریقایی ۱۹۸۷  | نایروبی، کنیا           | 1ام                  | پرش ارتفاع           | 1.80 متر             |
| ۱۹۹۲                                         | مسابقات قهرمانی آفریقا | Belle Vue Maurel, موریس | 1ام                  | پرش سه‌گام            | ۱۲٫۴۷ متر            |
| به نمایندگی از کنفدراسیون دو و میدانی آفریقا |                        |                         |                      |                      |                      |
| ۱۹۸۵                                         | IAAF World Cup         | کانبرا، استرالیا        | 8ام                  | پرش ارتفاع           | ۱٫۷۰ متر             |